# Adynyamathanha
L'adnyamathanha és una llengua australiana de la família pama-nyunga parlada tradicionalment pels adnyamathanhes. Significa "la gent de la muntanya".

## Altres noms
Aquesta llengua també és coneguda per multitud de noms i variants com els següents:
- Adnyamathanha, adynyamathanha, djnjamathanha, Atʸnʸamat̪an̪a, adnjamathanha, adnyamathana, anyamathana, ad'n'amadana, anjimatana, anjiwatana, unyamootha.
- Wailpi, wailbi, waljbi, wipie.
- Archualda
- Benbakanjamata
- Binbarnja
- Gadjnjamada, kanjimata, keydnjmarda.
- Jandali
- Mardala
- Nimalda
- Nuralda
- Umbertana

En són dialectes: guyani, banggarla, nugunu i narungga.

## Estat actual
En 1990 quedaven 20 parlants, però segons dades del cens de 2001, 96 persones tenien un bon coneixement de la llengua, aquest augment d'ús té a veure amb la introducció a l'ensenyament, d'una hora setmanal a tres col·legis adynyamathanha en un intent per revivir-la.

## Classificació
L'adnyamathanha és una llengua de la gran família pama-nyungan, grup sud-oest, subgrup yura. El codi ISO 639-3 assignat per Ethnologue és adt.

## Fonologia

### Vocals
|         | Anterior | Posterior |
| ------- | -------- | --------- |
| Tancada | i iː     | u uː      |
| Oberta  | a aː     | a aː      |

### Consonants
|             |             | Perifèriques | Perifèriques | Laminals  | Laminals    | Apicals | Apicals |     |
| Labials     | Velars      | Palatals     | Dentals      | Alveolars | Retroflexes | Glotals |         |     |
| ----------- | ----------- | ------------ | ------------ | --------- | ----------- | ------- | ------- | --- |
| Oclusives   | Sordes      | p            | k            | c         | t̪           | t       | ʈ       | (ʔ) |
| Oclusives   | Sonores     |              |              |           |             |         | (ɖ)     |     |
| Fricatives  | Sonores     | (v)          |              |           |             |         |         |     |
| Nasals      | Nasals      | m            | ŋ            | ɲ         | n̪           | n       | ɳ       |     |
| Laterals    | Laterals    |              |              | ʎ         | l̪           | l       | ɭ       |     |
| Bategants   | Bategants   |              |              |           |             | ɾ       | ɽ       |     |
| Vibrants    | Vibrants    |              |              |           |             | r       |         |     |
| Aproximants | Aproximants | w            | w            | j         |             |         | ɻ       |     |

## Gramàtica
L'adnyamathanha posseeix un complex sistema de pronoms personals. Hi ha 10 maneres diferents d'expressar "tu i jo" depenent de la relació existent entre qui parla i a qui es dirigeix.